# Down 4 U
"Down 4 U" foi o primeiro single da compilação feita pela The Inc. Records, Irv Gotti Presents: The Inc.. A música é caracterizada pelo versos de rap de Ja Rule, Vita e Charli Baltimore, no refrão os vocais são realizados por Ashanti.

## Desempenho
| Tabelas musicais (2002)                      | Melhor posição |
| -------------------------------------------- | -------------- |
| Estados Unidos - Billboard Hot 100           | 6              |
| Estados Unidos - Billboard R&B/Hip-Hop Songs | 3              |
| Estados Unidos - Hot Rap Singles             | 3              |
| Estados Unidos - Rhythmic Top 40             | 3              |
| Estados Unidos - Hot 100 Airplay             | 6              |
| Estados Unidos - Mainstream Top 40           | 22             |
| Nova Zelândia - New Zealand Singles Chart    | 23             |
| Países Baixos - Dutch Singles Chart          | 22             |
| Suíça - Swiss Singles Chart                  | 43             |

### Tabelas musicais de final de ano
| Tabelas musicais (2002)            | Posição |
| ---------------------------------- | ------- |
| Estados Unidos - Billboard Hot 100 | 44      |